# Thomas Bauer (Theologe)
Thomas Bauer OSB (* 20. April 1821 in Mitterskirchen; † 9. Dezember 1893 in Metten), Taufname Michael, war ein katholischer Theologe und Benediktiner im bayerischen Kloster Metten.

## Biographie
Michael Bauer besuchte die Lateinschule in Burghausen und das Gymnasium in Passau. Als Zögling der Jesuiten am Collegium Germanicum studierte er ab 1842 in Rom Philosophie. Nach der Promotion zum Dr. phil. studierte er ab 1845 Theologie und wurde nach Abschluss des Studiums 1848 in Rom zum Priester geweiht. Aus Rom zurückgekehrt folgten Tätigkeiten in der Seelsorge, weitere theologische Studien in München und die Einsätze als Religionslehrer in Passau. Ab 1855 wirkte er als Professor für Moral und ab 1858 als Professor für Dogmatik am Lyzeum in Passau.
Nachdem Michael Bauer sich kurzzeitig mit dem Gedanken getragen hatte, dem Jesuitenorden beizutreten, übernahm er die Stelle eines Kaplans in Reichenhall. Hier lernte er Franz Leopold von Leonrod kennen, der 1867 zum Bischof von Eichstätt ernannt wurde und Michael Bauer zu seinem Sekretär ernannte. Doch bereits im Dezember des folgenden Jahres entschloss sich Michael Bauer zum Eintritt in das Benediktinerkloster Metten. Nach Abschluss des Noviziats erhielt er bei der Profess 1869 den Ordensnamen Thomas. Von 1871 bis 1881 wirkte er als Direktor des bischöflichen Knabenseminars in Metten. Anschließend war Lehrer am Gymnasium des Klosters und seit 1884 Lektor im Hausstudium des Klosters (Moraltheologie und Hebräisch).

## Schriften (Auswahl)
- Über die Unfehlbarkeit päpstlicher Entscheidungen ex cathedra, Programm, Passau 1864.
- Grundanweisungen und Geldunterstützungen an katholische und akatholische Institute in New-York, in: Studien und Mitteilungen aus dem Benediktinerorden 4 (1883) 196–199.
- Dichotomie oder Trichotomie, in: Studien und Mitteilungen aus dem Benediktinerorden 5 (1884) 382–410; 7 (1886) 333–357.390–404.
- Ordensprivilegien, in: Studien und Mitteilungen aus dem Benediktinerorden 9 (1888) 22.189–213.